# Geiselbach
Geiselbach település Németországban, azon belül Bajorországban. Lakosainak száma 2138 fő (2023. december 31.). Geiselbach Mömbris, Krombach (Unterfranken), Schöllkrippen, Westerngrund, Linsengericht és Freigericht községekkel határos.

## Népesség
A település népessége az elmúlt években az alábbi módon változott:
| Lakosok száma | 604  | 980  | 1416 | 2119 | 2062 | 2021 | 2054 | 2039 | 2087 | 2138 |
|               | 1875 | 1950 | 1970 | 2011 | 2013 | 2014 | 2016 | 2019 | 2021 | 2023 |